# مير أباد (روضة تشاي)
مير أباد هي قرية في مقاطعة أرومية، إيران. عدد سكان هذه القرية هو 130 في سنة 2006.